# Борха Боливар, Карлос Фернандо
Ка́рлос Ферн́андо Бо́рха Боли́вар (исп. Carlos Fernando Borja Bolívar; род. 25 декабря 1956, Кочабамба, Боливия) — боливийский футболист, полузащитник. Всю свою карьеру провёл в боливийском клубе «Боливар», также выступал за сборную Боливии. Участник чемпионата мира 1994 года.

## Биография
Борха — воспитанник клуба «Боливар». в котором провёл всю свою карьеру. Он сыграл за команду более 503 матчей и является ее рекордсменом. Со 129 мячами Карлос занимает третью строчку среди бомбардиров «Боливара» за всю его историю. С клубом он выиграл 11 титулов. В Кубке Либертадорес Карлос провёл 87 игр и забил 11 мячей. В 1997 году Борха завершил карьеру футболиста, отдав клубу двадцать лет. После этого он стал политиком и некоторое время занимал одно из руководящих мест в Министерстве спорта Боливии.
В 1979 году Борха дебютировал за сборную Боливии. В 1994 году Хуан принял участие в чемпионате мира в США. На турнире он сыграл в матчах против сборной Испании, Южной Кореи и Германии. Карлос в составе национальной команды принял участие в пяти розыгрышах Кубка Америки.

## Титулы
- Чемпион Боливии (11): 1978, 1982, 1983, 1985, 1987, 1988, 1991, 1992, 1994, 1996, 1997